# Apotolamprus orangeaensis
Apotolamprus orangeaensis är en skalbaggsart som beskrevs av Olivier Montreuil 2008. Apotolamprus orangeaensis ingår i släktet Apotolamprus och familjen bladhorningar. Inga underarter finns listade i Catalogue of Life.